# 古川伸彦
古川 伸彦（ふるかわ のぶひこ、1978年 - ）は、日本の法学者（刑法〈犯罪論、特に過失犯論〉）。名古屋大学大学院法学研究科教授。

## 来歴・人物
東京大学法学部卒業。東京大学法学部助手、名古屋大学法学部准教授を経て、名古屋大学大学院法学研究科教授となる。
２０２３年１０月２４日放映のNHK「クローズアップ現代」で、自動車運転死傷行為処罰法２条の危険運転致死傷罪要件に関して、高速道路等での制限速度を大幅にオーバーしたような運転について、「制御困難」とする要件が当てはまらず過失運転とされる事案が散見されることに関し、「妨害運転」であるとの要件当てはめを主張。

## 主要著作

### 著書
- 『刑事過失論序説―過失犯における注意義務の内容』（成文堂、2007年）

### 論文
- 「過失犯における注意義務の内容（1）~（4・完）」（法学協会雑誌123巻8~11号、2006年）
- 「過失犯における注意義務の内容」（刑法雑誌46巻3号、2007年）